# Falkenberg, Rottal-Inn
Falkenberg là một đô thị ở huyện Rottal-Inn bang Bayern thuộc nước Đức.